# Gare de Nismes
La gare de Nismes est une ancienne gare ferroviaire belge de la ligne 132, de Charleroi à Vireux (F) située à Nismes, dans la commune de Viroinval, en Région wallonne dans la province de Namur.
Elle est mise en service en 1868 par le Grand Central Belge et ferme aux voyageurs pour 1963.

## Situation ferroviaire
La gare de Nismes est située au point kilométrique (PK) 50,40 de la ligne 132 de Charleroi à Treignes (frontière), entre les gares de Mariembourg et d’Olloy-sur-Viroin. Cette section de ligne au sud de Mariembourg est utilisée uniquement par les circulations de trains touristiques du CFV3V.

## Histoire
La station de Nismes est mise en service, le 1er décembre 1868 par la Compagnie du Grand Central Belge (nationalisée en 1897).
Station de 6e puis de 5e classe en 1879, elle est dotée d'un pont à bascule et d'un petit bâtiment des recettes à la façade en pierre.

## Patrimoine ferroviaire
Le Grand Central Belge a construit un bâtiment des recettes unique en son genre à la petite gare de Nismes. Il est toujours présent en 2021. Son style, ses portes et fenêtres et les pierres de la façade rappellent les gares standard du premier exploitant de la ligne (Chemin de fer de l'Entre-Sambre-et-Meuse), notamment celle de Mariembourg et la première gare de Philippeville. Son agencement est cependant radicalement différent des autres gares de l'Entre-Sambre-et-Meuse. Elle consiste en effet en un édifice à un étage d'une seule pièce doté de trois travées et large de deux travées (contre une pour les autres gares du milieu du XIXe siècle).
Après avoir été désaffecté, le bâtiment de la gare a été revendu et converti en habitation.